# Honorato V de Mónaco
Honorato V de Mónaco ( Honoré-Gabriel Grimaldi; París, 13 de mayo de 1778-2 de octubre de 1841) hijo de Honorato IV de Mónaco (1758-1819), siendo su madre la duquesa de Mazarin Luisa d'Aumont (1759-1826), heredera del ducado de La Meilleraye.

## Juventud
Bajo la República Francesa, no tenía título ni fortuna, así que a los 20 años decidió alistarse en la caballería del Directorio  y fue ascendiendo de rango por méritos propios hasta convertirse en oficial del estado mayor del mariscal Grouchy. Fue un soldado ejemplar y fue citado muchas veces por su valentía. Fue herido en el brazo durante la gran victoria napoleónica en la batalla de Hohenlinden que le impidió entrar en acción en la Batalla de Austerlitz.
Sirvió con gran distinción en las Batallas de Jena con el cuerpo de caballería del mariscal Murat. El mariscal Grouchy lo recomendó para la estrella de la Legión de Honor, relatando que el Príncipe había tomado un puñado de caballería y forzado la rendición de todo un batallón enemigo. Cuando Napoleón fue enviado al exilio, el restaurado rey Luis XVIII de Francia restauró a los Grimaldi a sus lugares en la nobleza francesa. Nieto de Honorato III e hijo de Honorato IV, por lo que sucesivamente sería Honorato V (1778-1841) fue nombrado también, tras la restauración de 1814, miembro de la Cámara de los Pares por el rey Luis XVIII. Pero muchos temían que los monegascos no lograran la independencia o que fueran anexados por el Reino de Piamonte-Cerdeña. Sin embargo, gracias al Príncipe Talleyrand, se insertó una cláusula en el Tratado de París para restablecer el orden en Mónaco. Cuando Napoleón intentó restaurar su imperio durante los 100 días, Mónaco estuvo ocupado por tropas británicas y los Grimaldi no participaron en el asunto.

## Regencia (1815-1819)
Fue el primer barón de Mónaco y del Imperio (decreto imperial del 15 de marzo de 1810 sin cartas patentes): este título simple de barón es el reflejo de las dificultades entonces encontradas por la antigua familia reinante de un principado anexionado por Francia del 1793 a 1814. 
Las enfermedades resultantes de su encarcelamiento incapacitaron a Honorato IV en sus últimos años y, tras el restablecimiento del Principado en 1814, se estableció una regencia para gobernar en nombre de Honoré. Esta regencia fue dirigida, primero, por su hermano Joseph Grimaldi, luego a partir de 1815 por su hijo, el Príncipe Heredero Honorato, que le sucedió en 1819 como Príncipe Soberano de Mónaco Honorato V.

## Reinado (1819-1841)
Convirtiéndose príncipe de Mónaco desde el 16 de febrero de 1819 hasta el 2 de octubre de 1841. Le sucedió su hermano Florestán I, ya que su hijo Oscar Grimaldi fue concebido fuera del matrimonio, por lo que para la época era considerado un hijo bastardo y no tenía derecho de sucesión al trono.
Su atención se centró en la paralizada economía de Mónaco; aumentó los impuestos y trató de restaurar la planta de tabaco que había fundado su abuelo Honorato III pero que había sido cerrada por el gobierno de Turín. Se esforzó por abrir fábricas e iniciar cooperativas de agricultores de cítricos para poner a la gente a trabajar, generar producción y aliviar la pobreza. Sin embargo, ninguno de sus esfuerzos aumentó su popularidad, ya que el pueblo consideraba que sus medidas eran autocráticas.

## Vida privada
Primeramente y sin matrimonio, tuvo a su único hijo con su amante Felicitas Pronault de Gamaches, a quién nombró Luis Grimaldi (1807-1814) - ú Óscar Grimaldi para otros-, también tuvo el título de marqués de Baux por su padre según el derecho monegasco.
También se dice que tuvo un amorío con Ambrosina María de la Houssaye de Ourville, Marquesa de Héricy, quien fue su amante y la llamaba "Amata", Honorato y su enamorada no se casaron en virtud de que la mujer estaba casada con Alexandre Auguste Louis Philippe Jules de Faret de Fornes, por lo que solamente fue una aventura que queda acreditada por las cartas que se enviaban. 

## Aspecto físico y personalidad
Se dice que su altura –un metro setenta y ocho– lo hace más alto que la media de sus contemporáneos. Su rostro es ciertamente demasiado alargado, su nariz larga y desdeñosa, ojos castaños claros muy vivaces, una boca pequeña, una frente alta y ancha, un cabello castaño abundante y ligeramente rizado que cae hasta el cuello.
Gustave Saige lo describió como un solitario que no confiaba en nadie, incluido su hermano, para ayudarlo a gobernar. Era invisible para el público.

## Distinciones honoríficas
- Oficial de la Orden de la Legión de Honor (Imperio Francés).

## Ancestros
|  |                                                         |  |  |  |  |  |  |  |  |  |  |  |  |  |  |  |
|  | 16. Jacques III Goyon de Matignon                       |  |  |  |  |  |  |  |  |  |  |  |  |  |  |  |
|  |                                                         |  |  |  |  |  |  |  |  |  |  |  |  |  |  |  |
|  |                                                         |  |  |  |  |  |  |  |  |  |  |  |  |  |  |  |
|  | 8. Jacques Goyon de Matignon, Conde de Torigni          |  |  |  |  |  |  |  |  |  |  |  |  |  |  |  |
|  |                                                         |  |  |  |  |  |  |  |  |  |  |  |  |  |  |  |
|  |                                                         |  |  |  |  |  |  |  |  |  |  |  |  |  |  |  |
|  | 17. Charlotte Goyon de Matignon, Condesa de Torigni     |  |  |  |  |  |  |  |  |  |  |  |  |  |  |  |
|  |                                                         |  |  |  |  |  |  |  |  |  |  |  |  |  |  |  |
|  |                                                         |  |  |  |  |  |  |  |  |  |  |  |  |  |  |  |
|  | 4. Príncipe Honorato III de Mónaco                      |  |  |  |  |  |  |  |  |  |  |  |  |  |  |  |
|  |                                                         |  |  |  |  |  |  |  |  |  |  |  |  |  |  |  |
|  |                                                         |  |  |  |  |  |  |  |  |  |  |  |  |  |  |  |
|  | 18. Príncipe Antonio I de Mónaco                        |  |  |  |  |  |  |  |  |  |  |  |  |  |  |  |
|  |                                                         |  |  |  |  |  |  |  |  |  |  |  |  |  |  |  |
|  |                                                         |  |  |  |  |  |  |  |  |  |  |  |  |  |  |  |
|  | 9. Princesa Luisa Hipólita de Mónaco                    |  |  |  |  |  |  |  |  |  |  |  |  |  |  |  |
|  |                                                         |  |  |  |  |  |  |  |  |  |  |  |  |  |  |  |
|  |                                                         |  |  |  |  |  |  |  |  |  |  |  |  |  |  |  |
|  | 19. Marie de Lorraine                                   |  |  |  |  |  |  |  |  |  |  |  |  |  |  |  |
|  |                                                         |  |  |  |  |  |  |  |  |  |  |  |  |  |  |  |
|  |                                                         |  |  |  |  |  |  |  |  |  |  |  |  |  |  |  |
|  | 2. Príncipe Honorato IV de Mónaco                       |  |  |  |  |  |  |  |  |  |  |  |  |  |  |  |
|  |                                                         |  |  |  |  |  |  |  |  |  |  |  |  |  |  |  |
|  |                                                         |  |  |  |  |  |  |  |  |  |  |  |  |  |  |  |
|  | 20. Anton Giulio Brignole Sale, V Marqués de Groppoli   |  |  |  |  |  |  |  |  |  |  |  |  |  |  |  |
|  |                                                         |  |  |  |  |  |  |  |  |  |  |  |  |  |  |  |
|  |                                                         |  |  |  |  |  |  |  |  |  |  |  |  |  |  |  |
|  | 10. Giuseppe Brignole Sale, VII Marqués de Groppoli     |  |  |  |  |  |  |  |  |  |  |  |  |  |  |  |
|  |                                                         |  |  |  |  |  |  |  |  |  |  |  |  |  |  |  |
|  |                                                         |  |  |  |  |  |  |  |  |  |  |  |  |  |  |  |
|  | 21. Isabella Brignole Sale                              |  |  |  |  |  |  |  |  |  |  |  |  |  |  |  |
|  |                                                         |  |  |  |  |  |  |  |  |  |  |  |  |  |  |  |
|  |                                                         |  |  |  |  |  |  |  |  |  |  |  |  |  |  |  |
|  | 5. Maria Caterina Brignole Sale                         |  |  |  |  |  |  |  |  |  |  |  |  |  |  |  |
|  |                                                         |  |  |  |  |  |  |  |  |  |  |  |  |  |  |  |
|  |                                                         |  |  |  |  |  |  |  |  |  |  |  |  |  |  |  |
|  | 22. Francesco Maria Balbi, Dux de Génova                |  |  |  |  |  |  |  |  |  |  |  |  |  |  |  |
|  |                                                         |  |  |  |  |  |  |  |  |  |  |  |  |  |  |  |
|  |                                                         |  |  |  |  |  |  |  |  |  |  |  |  |  |  |  |
|  | 11. Maria Anna Balbi                                    |  |  |  |  |  |  |  |  |  |  |  |  |  |  |  |
|  |                                                         |  |  |  |  |  |  |  |  |  |  |  |  |  |  |  |
|  |                                                         |  |  |  |  |  |  |  |  |  |  |  |  |  |  |  |
|  | 23. Maria Clarice Durazzo                               |  |  |  |  |  |  |  |  |  |  |  |  |  |  |  |
|  |                                                         |  |  |  |  |  |  |  |  |  |  |  |  |  |  |  |
|  |                                                         |  |  |  |  |  |  |  |  |  |  |  |  |  |  |  |
|  | 1. Honorato V, Príncipe Soberano de Mónaco              |  |  |  |  |  |  |  |  |  |  |  |  |  |  |  |
|  |                                                         |  |  |  |  |  |  |  |  |  |  |  |  |  |  |  |
|  |                                                         |  |  |  |  |  |  |  |  |  |  |  |  |  |  |  |
|  | 24. Louis Marie d'Aumont, IV Duque de Aumont            |  |  |  |  |  |  |  |  |  |  |  |  |  |  |  |
|  |                                                         |  |  |  |  |  |  |  |  |  |  |  |  |  |  |  |
|  |                                                         |  |  |  |  |  |  |  |  |  |  |  |  |  |  |  |
|  | 12. Louis Marie d'Aumont, V Duque de Aumont             |  |  |  |  |  |  |  |  |  |  |  |  |  |  |  |
|  |                                                         |  |  |  |  |  |  |  |  |  |  |  |  |  |  |  |
|  |                                                         |  |  |  |  |  |  |  |  |  |  |  |  |  |  |  |
|  | 25. Catherine de Guiscard                               |  |  |  |  |  |  |  |  |  |  |  |  |  |  |  |
|  |                                                         |  |  |  |  |  |  |  |  |  |  |  |  |  |  |  |
|  |                                                         |  |  |  |  |  |  |  |  |  |  |  |  |  |  |  |
|  | 6. Louis Marie d'Aumont, VI Duque de Aumont             |  |  |  |  |  |  |  |  |  |  |  |  |  |  |  |
|  |                                                         |  |  |  |  |  |  |  |  |  |  |  |  |  |  |  |
|  |                                                         |  |  |  |  |  |  |  |  |  |  |  |  |  |  |  |
|  | 26. Jean Baptiste de Durfort, III Duque de Duras        |  |  |  |  |  |  |  |  |  |  |  |  |  |  |  |
|  |                                                         |  |  |  |  |  |  |  |  |  |  |  |  |  |  |  |
|  |                                                         |  |  |  |  |  |  |  |  |  |  |  |  |  |  |  |
|  | 13. Victoire Félicité de Durfort                        |  |  |  |  |  |  |  |  |  |  |  |  |  |  |  |
|  |                                                         |  |  |  |  |  |  |  |  |  |  |  |  |  |  |  |
|  |                                                         |  |  |  |  |  |  |  |  |  |  |  |  |  |  |  |
|  | 27. Princesa Marie Angélique de Bournonville            |  |  |  |  |  |  |  |  |  |  |  |  |  |  |  |
|  |                                                         |  |  |  |  |  |  |  |  |  |  |  |  |  |  |  |
|  |                                                         |  |  |  |  |  |  |  |  |  |  |  |  |  |  |  |
|  | 3. Louise Félicité d'Aumont, Duquesa Mazarin            |  |  |  |  |  |  |  |  |  |  |  |  |  |  |  |
|  |                                                         |  |  |  |  |  |  |  |  |  |  |  |  |  |  |  |
|  |                                                         |  |  |  |  |  |  |  |  |  |  |  |  |  |  |  |
|  | 28. Jean Baptiste de Durfort, III Duque de Duras (= 26) |  |  |  |  |  |  |  |  |  |  |  |  |  |  |  |
|  |                                                         |  |  |  |  |  |  |  |  |  |  |  |  |  |  |  |
|  |                                                         |  |  |  |  |  |  |  |  |  |  |  |  |  |  |  |
|  | 14. Emmanuel Félicité de Durfort, IV Duque de Duras     |  |  |  |  |  |  |  |  |  |  |  |  |  |  |  |
|  |                                                         |  |  |  |  |  |  |  |  |  |  |  |  |  |  |  |
|  |                                                         |  |  |  |  |  |  |  |  |  |  |  |  |  |  |  |
|  | 29. Princesa Marie Angélique de Bournonville (= 27)     |  |  |  |  |  |  |  |  |  |  |  |  |  |  |  |
|  |                                                         |  |  |  |  |  |  |  |  |  |  |  |  |  |  |  |
|  |                                                         |  |  |  |  |  |  |  |  |  |  |  |  |  |  |  |
|  | 7. Louise Jeanne de Durfort, Duquesa Mazarin            |  |  |  |  |  |  |  |  |  |  |  |  |  |  |  |
|  |                                                         |  |  |  |  |  |  |  |  |  |  |  |  |  |  |  |
|  |                                                         |  |  |  |  |  |  |  |  |  |  |  |  |  |  |  |
|  | 30. Guy Jules de La Porte Mazarin, Duque Mazarin        |  |  |  |  |  |  |  |  |  |  |  |  |  |  |  |
|  |                                                         |  |  |  |  |  |  |  |  |  |  |  |  |  |  |  |
|  |                                                         |  |  |  |  |  |  |  |  |  |  |  |  |  |  |  |
|  | 15. Charlotte Antoinette de La Porte Mazarin            |  |  |  |  |  |  |  |  |  |  |  |  |  |  |  |
|  |                                                         |  |  |  |  |  |  |  |  |  |  |  |  |  |  |  |
|  |                                                         |  |  |  |  |  |  |  |  |  |  |  |  |  |  |  |
|  | 31. Louise Françoise de Rohan                           |  |  |  |  |  |  |  |  |  |  |  |  |  |  |  |
|  |                                                         |  |  |  |  |  |  |  |  |  |  |  |  |  |  |  |
|  |                                                         |  |  |  |  |  |  |  |  |  |  |  |  |  |  |  |

| Predecesor: Honorato IV | Príncipe de Mónaco 1819-1841 | Sucesor: Florestán I |

- Datos: Q705300
- Multimedia: Honoré V, Prince of Monaco / Q705300